# Buranovo, Kiustendil
Buranovo (în bulgară Бураново) este un sat în comuna Kocerinovo, regiunea Kiustendil,  Bulgaria. 

## Demografie
Componența etnică a satului Buranovo
     Bulgari (97,63%)
     Nicio identificare (2,36%)
     Altele (0%)
La recensământul din 2011, populația satului Buranovo era de 169 locuitori. Din punct de vedere etnic, majoritatea locuitorilor (97,63%) erau bulgari. Pentru 2,36% din locuitori nu este cunoscută apartenența etnică.